# Artificial Linguistic Internet Computer Entity
Artificial Linguistic Internet Computer Entity（アーティフィカル・リングイスティック・インターネット・コンピューター・エンティティ、A.L.I.C.E.）は、自然言語処理を行うおしゃべりボットの1つ。ヒューリスティック的なパターンマッチングを適用しつつ人間と対話を行う。ジョセフ・ワイゼンバウムのELIZAプログラムに触発されて開発された。この種のプログラムとしては最も強力なものの1つで、ローブナー賞を3回受賞している（2000年、2001年、2004年）。しかし、チューリングテストに合格するには至っておらず、何の事前知識も持たないユーザーでもちょっと対話しただけで機械的な雰囲気を感じ取ることが多い。
当初、Alice という名称だったが、後に同じ綴りになるよう頭字語が設定された。
1995年から開発が開始された。1998年にはJavaへの書き換えが開始された。現在のJavaバージョンは Program D である。このプログラムは AIML という XML Schema を利用して会話ルールを記述している。
プロジェクトの当初の責任者は Richard Wallece であったが、2001年の AIML specification の策定後、何人もの開発者が引き継ぎ、各種プログラミング言語向けの自由ソフトウェアまたはオープンソースのAIMLインタプリタの実装、各種自然言語向けの AIML sets のとりまとめなどが行われている。